# Atlanta 96 (historieta)
Atlanta 96 es una historieta publicada en 1996 del dibujante de cómics español Francisco Ibáñez perteneciente a la serie Mortadelo y Filemón.

## Trayectoria editorial
Publicada en 1996 en "Magos del Humor" (n.º 66). En 1997 apareció en el n.º 132 de la Colección Olé.

## Argumento
Se esperan problemas en las Olimpiadas de Atlanta 96. Un grupo de extremistas musulmanes exigen que las deportistas vayan cubiertas con el sarong. Mortadelo y Filemón deberán acompañar a la señorita Ofelia a Atlanta para que se infiltre entre las atletas y evitar los atentados. Además contarán con la ayuda de unos brebajes del profesor Bacterio. 

## Trivia
Astérix y Obélix hacen un "cameo" en una viñeta llevando la pancarta de Francia en el desfile inaugural.
Parte de los gags de la historieta se basan en el resultado de los brebajes del profesor Bacterio sobre Ofelia, que acaban en accidentes de los que es víctima el entonces presidente estadounidense Clinton.
Nada más ver a Mortadelo y Filemón, el responsable de la delegación española se irá corriendo vestido de KKK a los barrios negros de Atlanta. Los entrenadores intentan también suicidarse en Mundial 98 y Sydney 2000.
En una escena Ofelia sufre una mutación provocada por los brebajes del profesor Bacterio, causando que de ella le aparezcan alas de buitre, patas de dromedario y trompa de elefante, uno de los terroristas detonaba una bomba para arrojarla, pero al ver a Ofelia mutada, quedó paralizado del susto, impidiendo que soltara la bomba y terminó explotando sobre él. Algo similar se vio en la historieta Los "bomberos", cuando un terrorista se paralizó del miedo al ver a Mortadelo con un disfraz aterrador, impidiéndole lanzar una bomba encendida.